# Pâris et Hélène

Paride ed Elena (Pâris et Hélène), Wq.39, est le troisième et dernier opéra italien de la réforme de Christoph Willibald Gluck, après Orfeo ed Euridice et Alceste. Comme ceux des deux autres, son livret fut écrit par Ranieri de' Calzabigi. Inspirée des Héroïdes d'Ovide, l'œuvre raconte les événements survenus entre le Jugement de Pâris et la fuite de Pâris et d'Hélène vers Troie. La première eut lieu au Burgtheater de Vienne le 3 novembre 1770.

## Rôles
| Rôle                                                                               | Voix               | Distribution à la première, le 3 novembre 1770 |
| ---------------------------------------------------------------------------------- | ------------------ | ---------------------------------------------- |
| Paride (Pâris), fils du roi Priam de Troie                                         | castrat sopraniste | Giuseppe Millico (en)                          |
| Elena (Hélène), reine de Sparte                                                    | soprano            | Katherina Schindler                            |
| Amore (Amour), sous le nom d'Erasto (Éraste), confident d'Elena                    | soprano travesti   | Teresa Kurz                                    |
| Pallade (Pallas Athéna), la déesse                                                 | soprano            | Gabriella Tagliaferri                          |
| Un Troyen                                                                          | soprano            |                                                |
| Chœurs de Troyens, de Spartiates et d'athlètes spartiates, de disciples de Pallade |                    |                                                |

## Synopsis
La scène se déroule d'abord dans les environs de Sparte, puis au palais royal de Sparte.
Après avoir préféré Aphrodite à Héra et à Athéna, le héros Pâris se trouve à Sparte, offre un sacrifice à Aphrodite et, encouragé par Éraste, recherche l'amour d'Hélène. Cette dernière et lui se rencontrent dans le palais royal et sont tous deux frappés par la beauté de l'autre. Elle lui demande de juger une épreuve athlétique, et lorsqu'il est prié de chanter, il le fait en hommage à la beauté d'Hélène et admet que le but de sa visite est de gagner son amour. Elle lui ordonne de se retirer. Désespéré, il la supplie, et elle commence à céder. Grâce à l'intervention d'Éraste, qui se révèle être l'Amour, elle finit par céder, mais Athéna les prévient alors de la peine qu'ils connaîtront. Dans la dernière scène, Pâris et Hélène se préparent à embarquer à destination de Troie.

## Sort de l'opéra
Paride ed Elena est le troisième des opéras de ladite réforme de Gluck composés pour Vienne, après Orfeo ed Euridice et Alceste et celui des trois qui est le moins souvent interprété. Parmi les arias qui sont repris en concert, il y a la déclaration d'amour en mineur de Pâris, O del mio dolce ardor bramato oggetto (Ô objet désiré de ma douce ardeur), au premier acte. Sa seconde aria est Spiagge amate (plages chéries). Au deuxième acte, Pâris craint de perdre Hélène dans l'aria Le belle immagini d'un dolce amore (les belles images d'un doux amour), encore en mineur, et au quatrième, il amerait mieux mourir que vivre sans Hélène dans Di te scordarmi, e vivere (t'oublier et vivre). Le rôle de Pâris pose des problèmes, car il est écrit pour une voix de castrat relativement élevée. Les arias de Pâris ont été adaptées par des ténors (chantées une octave plus bas) ou chantées par des sopranos et des mezzo-sopranos.
L'air « O del mio dolce ardor » fut arrangé pour orchestre par Tchaïkovski en octobre 1870.

## Représentations successives
Après la première au Burgtheater de Vienne en 1770, il y eut 25 autres représentations à Vienne avant 1800 (contrastant avec plus de 100 de son Orfeo ed Euridice et plus de 70 d'Alceste).
Il semble que Gluck n'ait pas apporté cet opéra à Paris - il était à Paris à partir de 1773, mais il n'y a pas été joué à cette époque.
L'opéra fut joué à Naples en 1777 mais aucune autre production n'a pu été retracée pour la période avant 1901, date à laquelle il fut relancé à Prague, et 1905, date à laquelle il fut produit à Hambourg (en allemand, en version coupée en deux actes). Néanmoins, un critique du New York Times a écrit qu'il aurait été joué à Berlin en 1863.
Il y a eu des représentations en forme de concert de temps en temps, dont une, en 1983, fut suivie d'un enregistrement. L'opéra a été mis en scène au Théâtre du château de Drottningholm à Stockholm en 1987, avec la participation de Magdalena Kožená.
L'Odyssey Theatre a organisé une représentation de l'opéra à Boston en février 2019,,,,,.
Bampton Classical Opera prévoyait de jouer l'opéra à l'été 2021, les performances 2020 ayant été reportées.

## Enregistrements
- Magdalena Kozena (Paride), Susan Gritton (Elena), Carolyn Sampson (Amore), Gillian Webster (Pallade et un Troyen); Gabrieli Consort and Players, Paul McCreesh (Deutsche Grammophon Archiv, 2005).

## Partitions
- « Pâris et Hélène » (partition libre de droits), sur l'IMSLP.
- Livret complet en italien.

## Source
- (en) Cet article est partiellement ou en totalité issu de l’article de Wikipédia en anglais intitulé « Paride ed Elena » (voir la liste des auteurs).